# Jack Hyde
Jack Hyde (18 tháng 5 năm 1899 - 1982) là một cầu thủ bóng đá người Anh từng thi đấu 2 trận ở Football League cho Port Vale năm 1924.

## Sự nghiệp thi đấu
Hyde gia nhập Port Vale với tư cách nghiệp dư vào tháng 7 năm 1924 và ra mắt Second Division trên sân The Old Recreation Ground trong chiến thắng 4-0 trước Coventry City ngày 25 tháng 10. Sau khi bỏ lỡ trận tiếp theo, ông thi đấu trong chiến thắng 1-0 trên sân nhà trước Sheffield Wednesday sau đó hai tuần, nhưng không được thi đấu lần nữa và có lẽ đã bị giải phóng hợp đồng cuối mùa giải 1924-25.

## Thống kê
Nguồn:
| Câu lạc bộ | Mùa giải | Hạng đấu        | Giải quốc nội | Giải quốc nội | Cúp FA  | Cúp FA    | Khác    | Khác      | Tổng    | Tổng      |
| Câu lạc bộ | Mùa giải | Hạng đấu        | Số trận       | Bàn thắng     | Số trận | Bàn thắng | Số trận | Bàn thắng | Số trận | Bàn thắng |
| ---------- | -------- | --------------- | ------------- | ------------- | ------- | --------- | ------- | --------- | ------- | --------- |
| Port Vale  | 1924-25  | Second Division | 2             | 0             | 0       | 0         | 0       | 0         | 2       | 0         |
| Tổng       | Tổng     | Tổng            | 2             | 0             | 0       | 0         | 0       | 0         | 2       | 0         |